# Everett-Nunatak
Der Everett-Nunatak ist ein massiger Nunatak im Königin-Maud-Gebirge der antarktischen Ross Dependency. Er ragt nordöstlich des Roberts-Massiv an der Südwestflanke des Zaneveld-Gletschers auf.
Eine Mannschaft der Texas Tech University zur Erkundung des Shackleton-Gletschers zwischen 1964 und 1965 gab ihm seinen Namen. Namensgeber ist der damalige Student James R. Everett, ein Mitglied der Mannschaft, der dieses Objekt als Erster erkundet hatte.